# 日本の学校給食

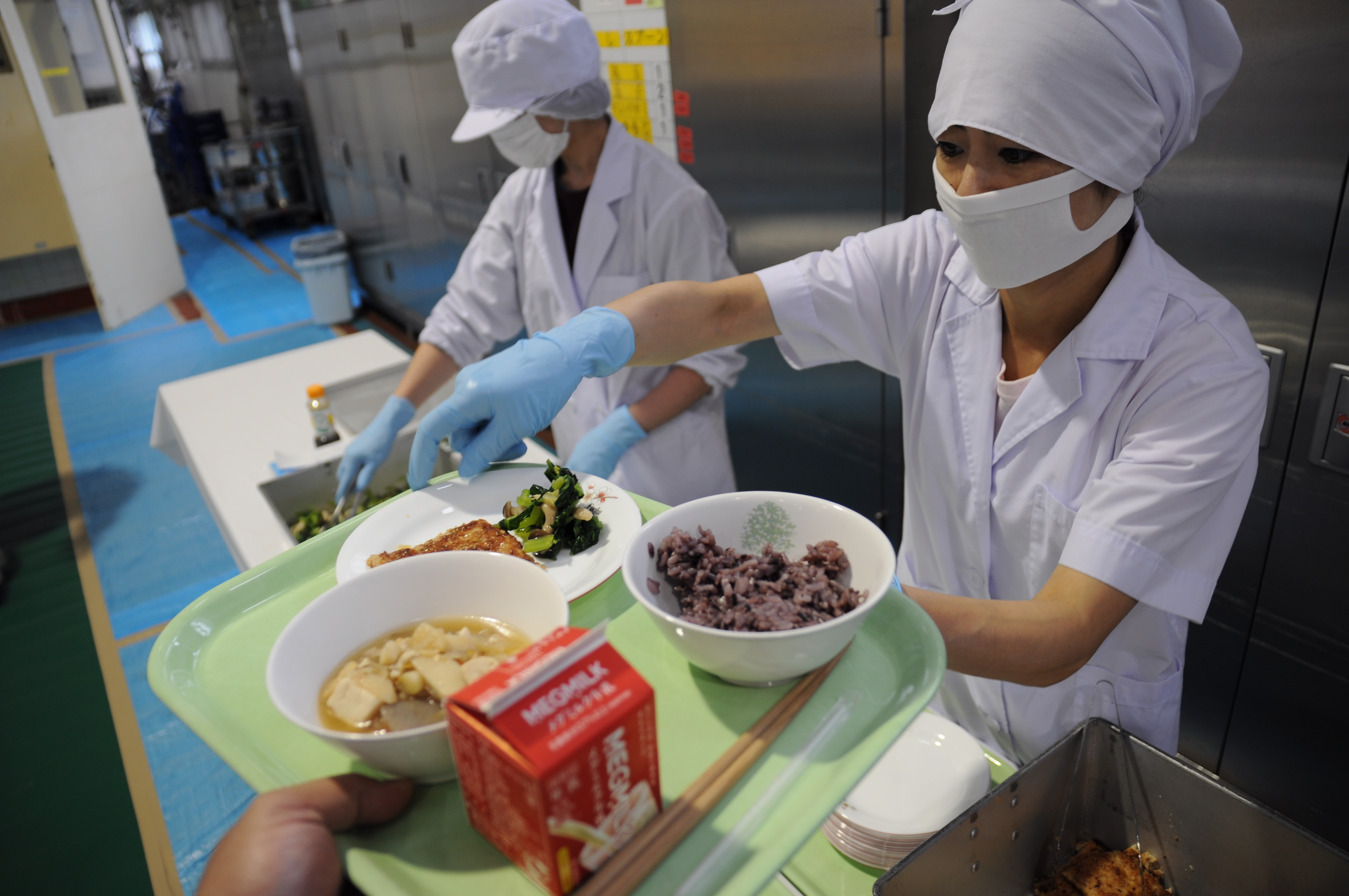
学校給食の配膳風景（東京都府中市）

日本の学校給食（にほんのがっこうきゅうしょく）とは、日本における学校に通う児童・生徒・学生や教職員のために、組織的・継続的に提供される給食。学校に通う子どもがいる家庭で「給食」といえば、この学校給食のことを指していることが多い。

## 概要
公立学校では基本的に幼稚園から中学校まで給食が提供されることが一般的である。定時制（主に夜間）では高等学校でも給食が提供されている。特別支援学校では、幼稚部から高等部までの全学年で給食が提供されているため、高等部を単独で設置する高等支援学校でも給食が実施されている。近年では、一部の全日制高等学校においても給食を実施する例があるが、全日制高等学校などでの給食は学校給食法上の「学校給食」ではない（「#法令上の定義」を参照）。学校給食法では、義務教育諸学校の設置者は、当該義務教育諸学校において学校給食が実施されるように努めなければならないとされている（第4条）。また、国及び地方公共団体は、学校給食の普及と健全な発達を図るように努めなければならないとされている（同法第5条）。
なお、学校給食による教育効果を促進する観点から、1950年（昭和25年）、1月24日から1月30日までの1週間を「全国学校給食週間」と定められた。

## 定義と目標

### 法令上の定義
学校給食法
学校給食法にいう「学校給食」とは、義務教育諸学校（学校教育法に規定する小学校、中学校、中等教育学校前期課程、特別支援学校の小学部・中学部）において、その児童又は生徒に対し実施される給食をいう（学校給食法第3条第1項・第2項）。
特別支援学校の幼稚部及び高等部における学校給食に関する法律
特別支援学校の幼稚部及び高等部における学校給食に関する法律でいう「学校給食」とは、特別支援学校の幼稚部又は高等部において、その幼児又は生徒に対して実施される給食をいう（特別支援学校の幼稚部及び高等部における学校給食に関する法律第2条）。
夜間課程を置く高等学校における学校給食に関する法律
夜間課程を置く高等学校における学校給食に関する法律では「夜間学校給食」として定義され、夜間において授業を行う課程（夜間課程）を置く高等学校において、授業日の夕食時に、当該夜間課程において行う教育を受ける生徒に対し実施される給食をいうと定義されている（夜間課程を置く高等学校における学校給食に関する法律第2条）。

### 目標
学校給食法第2条は義務教育諸学校における教育の目的を実現するため学校給食を実施するにあたっての目標が規定されている（以下は条文の各号）。
1. 適切な栄養の摂取による健康の保持増進を図ること。
2. 日常生活における食事について正しい理解を深め、健全な食生活を営むことができる判断力を培い、及び望ましい食習慣を養うこと。
3. 学校生活を豊かにし、明るい社交性及び協同の精神を養うこと。
4. 食生活が自然の恩恵の上に成り立つものであることについての理解を深め、生命及び自然を尊重する精神並びに環境の保全に寄与する態度を養うこと。
5. 食生活が食にかかわる人々の様々な活動に支えられていることについての理解を深め、勤労を重んずる態度を養うこと。
6. 我が国や各地域の優れた伝統的な食文化についての理解を深めること。
7. 食料の生産、流通及び消費について、正しい理解に導くこと。

## 歴史

### 江戸時代～明治時代
文部科学省は、日本の学校給食の発祥地を山形県西田川郡鶴岡町（現・鶴岡市）の私立忠愛小学校としているが、江戸時代に現在の福島県西部を治めた会津藩の藩校である日新館は15歳以上の生徒に昼食を出しており、復元された日新館は「日本最初の給食制度」という説明板を掲示している
私立忠愛小学校では1889年（明治22年）、弁当を持って来られない児童のために無料で食事を配った。当初はおにぎりと塩鮭の焼き魚、菜の漬物という簡素なものであった。これに因み、鶴岡市内の小学校では12月の給食に学校給食発祥記念日として当時のおにぎりと焼き魚、漬け物、大豆の煮物というメニューが再現される。鶴岡では「学校給食発祥の地」と書かれた記念碑が忠愛小学校があった大督寺境内に建ち、ステッカーが鶴岡市学校給食センターの玄関柱に貼られている。
その後、各地で尋常小学校の欠食児童や虚弱体質の児童への対策として、パンなどが一部の学校で配られるようになった。福島県では、1906年（明治39年）に複数の村で欠食児童にパンや餅、麺類が配られた記録がある。
1919年（大正8年）には、日本の栄養学の祖である佐伯矩の支援により、東京の小学校でパン給食が実施された。

### 昭和戦前期
1920年代以降、児童の栄養不良を改善する保健事業の一環として給食を実施する学校が増えた。1923年（大正12年）12月に関東大震災の被害を受けた東京の市立小学校8校で学校給食を始め、効果をあげたことも実施拡大の後押しとなった。
1929年（昭和4年）時点で、学校給食を実施した学校は204校、給食費は合計で約2万9,000円を数えた。1930年代に入ると、1931年（昭和6年）の昭和恐慌による欠食や栄養不良の児童の増加に対応するため、文部省は1932年（昭和7年）9月に学校給食臨時施設法を制定した。同年12月に全国に先駆けて群馬県甘楽郡甘楽町立福島小学校（当時は福島尋常高等小学校）が医師の齋藤寿雄がてがけた児童の栄養改善事業をとりいれた「栄養給食」を開始した。1936年（昭和11年）1月15日からは京都市立成徳小学校などで、虚弱・偏食児童の希望者に対して栄養改善のための「栄養給食」が実施された。それまでは貧困児童・家庭対策として実施されていた給食とは異なり画期的であった。これ以降、都市部を中心に学校給食を実施する学校が増加し、1938年（昭和13年）には約1万2,000校で約60万人の児童に対し延べ4,405万人分の給食が提供され、約150万円まで増加した。しかし、1940年代に入ると日中戦争に伴う物資不足や食糧事情悪化に伴い中断が相次ぎ、出されてもすいとんの味噌汁といったこともあった。太平洋戦争後半の1944年（昭和19年）に6大都市（東京、大阪市、愛知県名古屋市、京都市、神奈川県横浜市、兵庫県神戸市）の国民学校で米や味噌を特別配給して実施された給食を最後に、日本の学校給食は一時途絶えた。

### 昭和戦後期

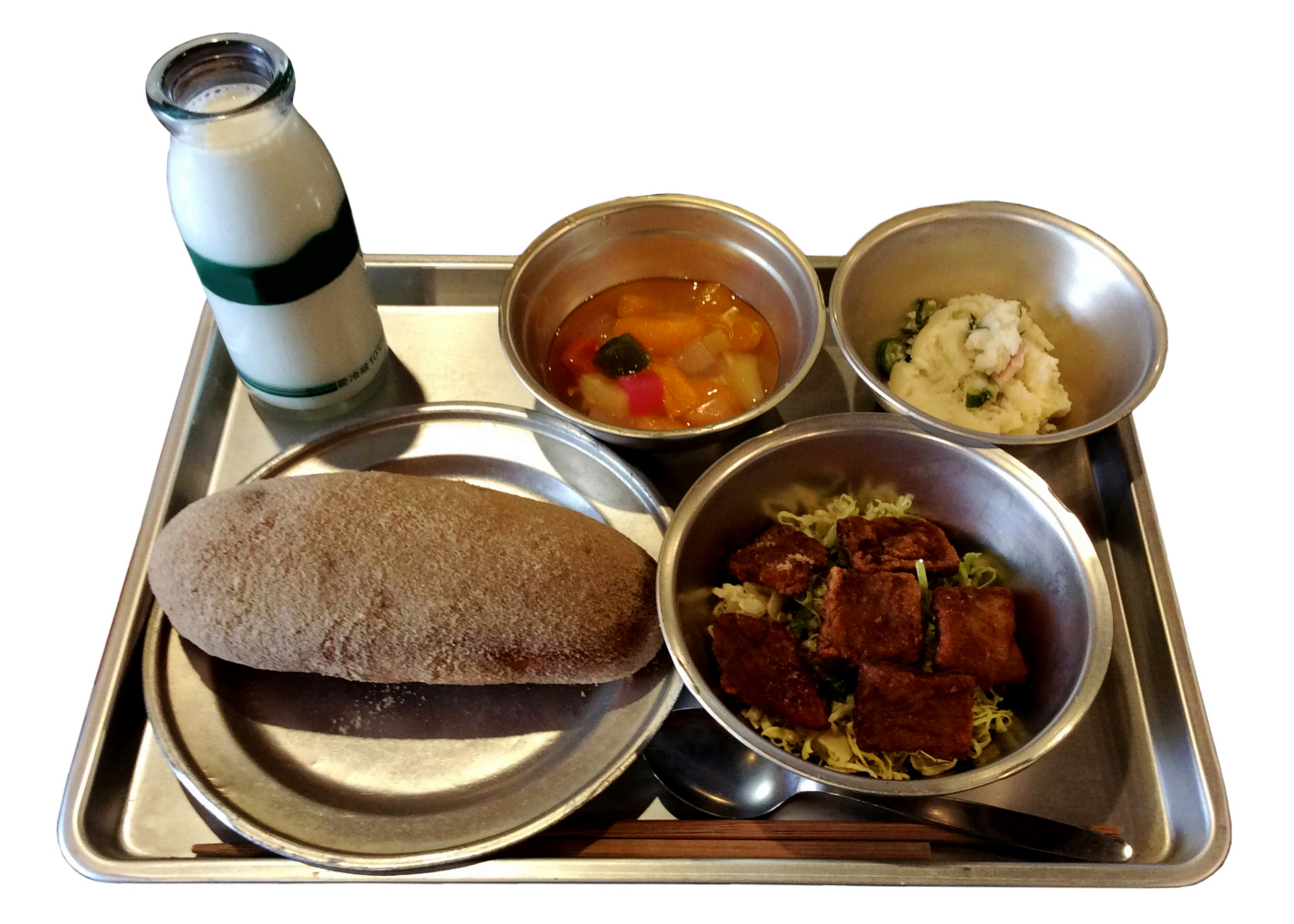
再現された昭和40年代の学校給食の一例
左上から時計回りに、瓶入りの牛乳、みつまめ、ポテトサラダ、鯨の竜田揚げと千切りキャベツ、きな粉をまぶした揚げパン。食器はアルマイトまたはアルミ合金製である。

第二次世界大戦が日本の降伏で終結した1945年（昭和20年）8月以降、旧日本軍が放出した缶詰などの物資、日本の食糧事情を知ったアメリカ在住の浅野七之助らによる日本の子供たちのためのララ物資などよって児童の欠食対策として徐々に給食は再開された。1946年（昭和21年）12月24日、永田町国民学校でララ物資の贈呈式があり、給食が始まった。メニューは、具としてネギ、ハクサイ、ダイコンを入れたクリームシチューで、持参した弁当と一緒に食べた。そして、アメリカからの学校給食の援助は、余剰作物の有効活用として1947年（昭和22年）よりスタートした。第二次世界大戦後ヨーロッパに対する支援が一段落し、溢れる余剰小麦のはけ口として日本がターゲットとなり、日本国内の小麦消費拡大運動の展開の一環として学校給食も対象となった。子どものうちから味を覚えさせ、日本人の食習慣を変えさせるという意図もあり、学校給食は重要視された。なお、小麦の調達費は1947年（昭和22年）から占領地の救済のために予算化されたガリオア資金によって賄われた。
1951年（昭和26年）、講和条約に調印し日本は独立を回復、その前年の1950年（昭和25年）に、文部省は2学期から全国で小学校での完全給食を実施すると発表した。独立を回復したことから、ガリオア資金は打ち切られ、文部省はそのかわりに約15億円の学校給食費を要求、しかし「貧乏人は麦を食え」で知られる池田勇人の大蔵省の査定は5億円にとどまった。池田は給食の歴史にピリオドを打とうとしたのである。だが、保護者や地方からの要望、学校関係者の運動により存続が決まる。そして、小学校では1952年（昭和27年）4月からは全国で改善給食が実施された。同時に給食の目的は「欠食児童対策」から「教育の一環」（食育）と位置づけられた。
その後、1954年（昭和29年）には、アメリカの農産物貿易促進援助法が成立、MSA協定が結ばれ、小麦輸入継続の見返りに産業の復興と軍事援助が行われて、日本の工業化が進展し自衛隊が発足した。輸入小麦の販路確保のため、米よりパンのキャンペーンが実施され、日本人の食事が欧風化した。また「国民の食生活の改善」を目標に学校給食の範囲や経費等を定めた「学校給食法」が制定され、財政力の弱い地方自治体でも地方交付税交付金と補助金によって全児童への完全給食が可能となり、現在の体制が構築された。
高度経済成長を経て日本が豊かになり、パンとミルクの欧米風の食生活が普及するにつれて、米の消費量が減少する一方で脂質の消費が増加し、メタボリックシンドロームなどの生活習慣病が増加していた。ミルクについては1960年代から1970年代前半にかけて脱脂粉乳が牛乳に変わり、1976年（昭和51年）には米飯給食（後述）も制度上位置づけられ、1980年代以降、全国的に普及した。千葉県松尾町では1960年代から米飯給食を続けてきた。開始当時の町長土屋米一は「日本人の主食はコメであり、地域の農業を守るためにも子どもたちにコメを食べさせるべきだ」として給食に米飯を採用した。これは米飯給食の先駆的な事例であるが、このとき文部省や県は「時代に逆行する」「コメは栄養価が落ちる、消化が良くない、高血圧のもとになる」と俗説を論拠に猛反対したという。戦後の給食再開の当初、パン食が中心だったのは日本にパンを根付かせて小麦の輸出を拡大したいアメリカの意図があったと言われるが、「日本人の伝統的な主食は米」という考えやメニューのおかずによってはパンは合わず、政府備蓄米などの余った古米、古古米の処理のためにも米飯が提供されるようになった。
さらに、パンをクロワッサンに、汁物をトムヤムクンやボルシチにするなど、従来あまりなじみのなかったメニューも供されている。食物アレルギーを持つ児童生徒に対応した特別食を作る場合や、ハラールのために特定の食べ物を食べることができないという児童生徒に対応した特別食を作る場合もある。

### 年表
- 1889年（明治22年）：山形県鶴岡町（現：鶴岡市）の大督寺内の私立忠愛小学校において、おにぎり、焼き魚、漬物といった昼食を貧困児童に与えたのが日本で初めての給食とされている。
- 1929年（昭和4年）：この年までに学校給食を実施した学校は全国で204校、経費は約2万9,000円に及んだ[28]。
- 1932年（昭和7年）
  - 9月：文部省が訓令「学校給食臨時施設方法」を制定し、給食のための設備が初めて法制化された[28]。
  - 12月：全国に先駆けて、群馬県の福島尋常高等小学校（現・甘楽町立福島小学校）で医師の齋藤寿雄がてがけた児童の栄養改善事業をとりいれた「栄養給食」を開始[12][13]。
- 1939年（昭和14年）：昭和13年度の給食実施校が約1万2,000校、給食を提供された人数は約60万人（実人数）、給食費は約150万円に及んだ[28]。
- 1944年（昭和19年）：6大都市の小学生児童約200万人に対し、米・味噌等を特別配給して学校給食を実施した。4月1日に6大都市の国民学校学童に1食7勺の給食が始まり、9月1日にパン食のみになった。
- 1946年（昭和21年）12月24日：戦時中は中断されていた学校給食が東京都、神奈川県、千葉県で試験的に再開。
- 1947年（昭和22年）1月：主要都市の約300万人の児童にララ物資を利用した学校給食を開始[20]。
- 1949年（昭和24年）：ユニセフ（国連児童基金）から脱脂粉乳が贈られユニセフ給食が行われた。
- 1950年（昭和25年）：アメリカ合衆国から小麦粉が贈られ都市で完全給食が行われた。8月14日に文部省（現在の文部科学省）は8大都市の小学校に9月新学期からガリオア資金によるパン完全給食を実施すると発表し、1951年2月に全国市制地へ拡大され、1952年4月に全国に拡大された。
- 1954年（昭和29年）：保護者においても好評で存続が望まれ、学校給食は教育の一環として学校給食法施行。
- 1956年（昭和31年）：学校給食法が一部改正され、中学校にも適用されるようになったほか、「夜間課程を置く高等学校における学校給食に関する法律」が公布された。

## 区分
日本の学校給食法施行規則第1条で定められている区分（以下は法令上の定義による）。
完全給食
給食内容がパン又は米飯（これらに準ずる小麦粉食品、米加工食品その他の食品を含む。）、ミルク（牛乳）及びおかずである給食。
補食給食
完全給食以外の給食で、給食内容がミルク及びおかず等である給食。
ミルク給食
給食内容がミルクのみである給食。
2009年の文部科学省による調査では、日本での完全給食実施率は小学校で98.1%、中学校で76.2%であった。
静岡県浜松市では慣例として1978年から、小中学生が週1回家庭から米飯を学校に持参し、給食として提供するおかずとともに昼食をとる「持参米飯」が実施されていた（浜松市に合併した旧浜北市や旧雄踏町でも実施されていた）。持参米飯は朝にご飯を炊いてもらうことで朝食をとる機会を増やすこと、給食費を抑えることを目的にしており、2021年5月時点で10校で持参米飯が実施されていた。しかし、合併後、旧市町で異なっていた給食費の金額等を統一し、給食費の管理を各校ではなく市が一括管理する「公会計化」が導入されることになり、保護者からも持参米飯は準備が大変で、食中毒が心配などの声も強まっていたことから2022年度から廃止されることになった。

## 調理方式

### 単独調理方式（自校方式）
学校に給食室を設置して校内で給食を調理する方式。
- 長所
  - 自校で調理するので配送コストが不要である。
  - 食数が少ないため万一食中毒が発生した場合でも最小限の影響に食い止めることができる。
  - 給食の適温提供に適している。
  - 調理者との交流や調理過程の学習を行うことができる。
  - 短縮授業等の場合でも柔軟に対応することができる。
  - 停電や断水など非常時の被害があっても最小限に食い止めることができる。
  - 災害時には学校が避難所になる可能性が高く、炊き出し拠点として利用できる。
  - 幼稚園や保育所は自治体の規定により緊急時（調理設備故障や断水など）を除き基本的に自校又は親子方式である。
  - 学校が隣接又は近隣に所在している場合は他校の分も一緒に調理する事が多い。これを親子方式という。

- 短所
  - 設備投資のために多大な初期投資を要する。
  - 人件費や維持管理費などに多額の費用を要する。
  - 給食室の運営管理のため各校の事務負担が増大する。

### 共同調理場方式（給食センター方式）
複数の学校の給食を1つの調理場で調理し、専用の配送車で各学校へ配食する方式。
- 長所
  - 施設・設備・人件費や給食事務を合理化して経費を節減できる。

- 短所
  - 給食施設の用地確保が必要となり、調理施設が「工場」扱いとなり用途地域の制約を受ける。
  - 給食施設が大きくなるため建設に時間がかかる。
  - 各校までの配送経費が必要となる。
  - 配送車両の積載室を設ける必要があり、配送中・配送先での衛生管理が必要となる。
  - 各校への距離と配送時間の関係から調理時間が限られ献立に制限がある。
  - 給食を食べるまでに時間があるため温度管理などが難しい。配送時間が長くなると献立によっては食味を損なう。
  - 各校の献立に対する要望が反映されにくい。
  - 食中毒が発生した場合には広範囲に及んでしまう。

### 外部委託方式（デリバリー方式）
外部の給食業者に委託し給食業務を分散して行う方式。
食缶で提供する方式と弁当箱で提供する方式がある。
- 長所
  - 既存の民間企業の施設を利用するため設備投資費用や人件費を抑制できる。
  - 弁当で提供する方式の場合、短時間で配膳することができる。
  - 弁当で提供する方式の場合、食数の流動化に柔軟に対応できる。

- 短所
  - 各校までの配送経費が必要となる。
  - 配送車両の積載室を設ける必要があり、配送中・配送先での衛生管理が必要となる。
  - 食缶で提供する方式の場合、弁当で提供する場合に比べて配膳に時間がかかる。
  - 食缶で提供する方式の場合、配送時間が長くなると献立によっては食味を損なう。
  - 弁当で提供する方式の場合、衛生管理上、副食についてはいったん冷却する必要がある。国の衛生管理基準等に基づくもので、副食については食中毒防止のため、調理後摂氏10度以下に急速冷却し、学校に運搬して配膳室の冷蔵庫で管理する。

給食は、長らく施設の一部として管理運営がなされてきたが、非効率的であるとして管理運営の一部を給食産業へ委託するケースも見られるようになってきた。「外部委託により質の低下が起こるのではないか」と保護者の心配もあり、実際に異物混入や大量の食べ残しが発生しているところもある（#外部委託による問題）。そのため自治体と保護者などが協議会を作り、委託状況を監視している所もある。その一方で、学校給食は、学校の地位を高めるとして、同志社小学校と立命館小学校ではホテルに給食を委託したり、神奈川県横浜市では「ハマ弁」と称し複数業者による多彩な組み合わせによる給食提供が行われている（2026年4月よりデリバリー給食に移行予定）。
このほか、おかずの調理は単独調理で行うが主食の米飯、パンなどは給食センターから配送されるハイブリッド方式や、親子方式と呼ばれる方式（1校の給食室で調理した給食を近隣校にも配送する方式）がある。

## 献立

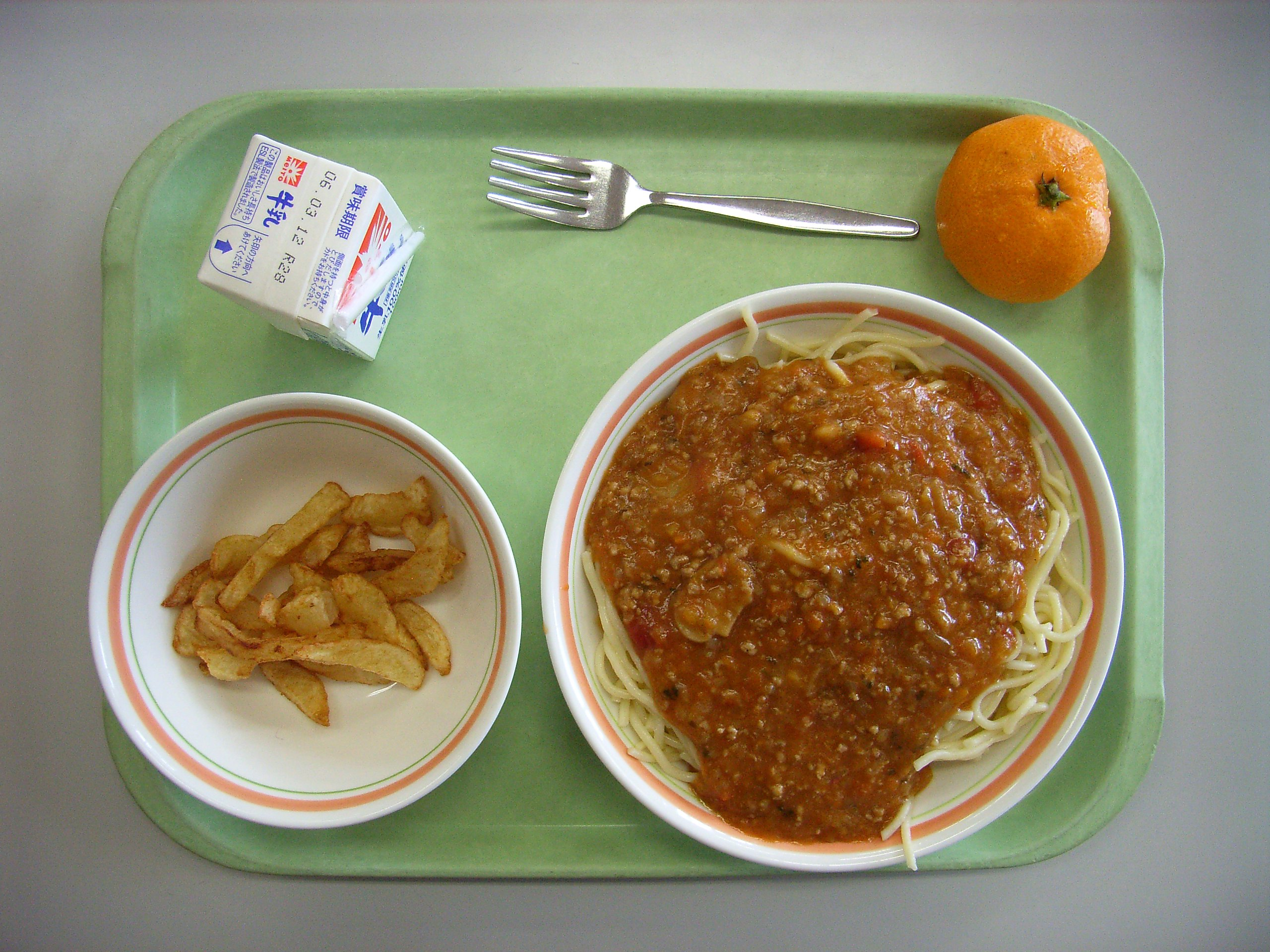
2006年3月2日のある小学校の給食

時代によって食文化が変容すると共に給食のメニューもまた様変わりしている。
1980年代からは食育という「食事の教育的側面」が注目されるようになっている。行事との関連を図ったり、食を通した郷土や異文化を理解したりさせたりすることが狙いとして挙げられる。
船橋市ではA献立とB献立から選べるという、全国的に見ても珍しいシステムを採用しており、この選択制は評判が良く、船橋市民の誇りにもなっている。生徒は、事前に配布された献立表を見て、1ヵ月間の給食実施日ごとに、持参弁当か給食かを選択し、給食を選択した日については献立表からA献立（主食が主に米飯）かB献立（主食が主にパン又は麺）を選び、1ヵ月分をまとめて事前に申し込む。学校側はそれを集計して各日ごとに必要なA献立、B献立の数を知りそれを用意するというシステムである。このA献立B献立選択システムにより、生徒は自分がより好きなおかずを含む献立を選択することや、好き嫌いやアレルギーで食べられない食材を含む献立を避けることや、部活で体力を消耗する生徒がカロリー重視で米飯を選ぶ、などということが可能になっていて、生徒たちの評判もすこぶる高い。
行事食
季節感や年中行事などを考慮して特別な献立が設定されることがある。
郷土料理（郷土理解）、ご当地グルメ
郷土理解を図る場合には、地場産業を子供達に知って貰う趣旨で地元の食材を使う事が多い。地域によってはこのとき、イセエビやアワビ、松茸などの高級食材が出る場合もある（例として山口県下関市の給食ではフグ雑炊や鯨の竜田揚げ、長野県上田市では松茸ご飯などが出ている）。また、姉妹都市など交流がある他地域などの郷土料理、豪華な料理など、通常のメニューとは大きく変わったものが出される場合がある。
郷土料理の取り込みや「地産地消」といって地域産品の活用も見られる。地域独特のメニューをアレンジして使われた献立として、雑煮、ういろう、ほうとう、たこ焼き、けの汁、すいとんなどがある。が、その一方で余剰地域産品の重要な消費先ともなっており、地域農林水産業の影響も見て取れる。
異文化交流
今の時代和風だけでなく欧米風の料理は当たり前だが、その他の特定の外国の料理も提供されることがある。友好都市、姉妹都市のメニューを中心に採用する場合もある。冷凍食品や各種レトルト食品を利用することにより、手の込んだ献立が供されることが増えた。それらの料理を組み合わせて20日間、異なる国の料理の給食を供した例もある。
異文化交流の例として、FIFAワールドカップの出場国の民族料理などが出された例がある。
収穫作物の利用
学校農園の収穫祭では、児童生徒が栽培した米や野菜などを給食の献立に使用されることがある。
リクエストメニュー
児童生徒に献立の希望をアンケートなどで募り、それを提供するものである。多くはこれまでの給食の中で人気の高かったメニューが選ばれる。
セレクト給食
それぞれの生徒が複数の献立の中から、希望のものを選択し、それを提供するものである。多くはバイキング方式(後述)で行われる。また、これは普段とは違った形式で行われているもののことを指す。
学校給食は学校内で全て同一の分量が出るわけではなく、いくつかの種類に分けられている。一例としては小学校低学年、中学年、高学年、中学校・教職員と4段階に分け、分量をそれぞれ設定するなどがある。ただし、これらの規定は「同学年＝同年齢」という年齢主義に基づいているため、想定年齢より高年齢の在学者に対しても、その学年用の給食が支給されることになる。
なお、以下では学校給食において特筆される食品についてのみ述べる（給食と献立の構成も参照）。
パン（食パン・コッペパンなど）
食パンやコッペパンのほか、黒砂糖パン（黒コッペパン）、揚げパン、レーズンパン、クロワッサン、ソフトフランスパン（一般的な棒状の硬いフランスパンとは形も粉も製法も違い、白くて丸いパン）、豆パン、ケーキパン（クリームを挟んだパン）、胚芽パン、米粉パン、フォカッチャ、ナン、チャパティなど。
パンにはバターやマーガリン、ジャム、ピーナッツクリーム、チョコレートクリームといった調味品が付く場合もある。
京都市では低学年と高学年では食パンのサイズが異なっており（低学年クラスの担任でも教師は高学年サイズとなるため混在しないよう別袋に入れられていた）、費用の違いから年度末に給食費の調整が行われた。
ご飯（米飯給食）
戦後再開された学校給食の目的は、児童に味を覚えさせ日本人の食生活を西欧化することであり、パンと脱脂ミルクが主体であったが、米余りの問題が発生し、米の消費促進も狙って、1976年（昭和51年）に『文部省令第5号学校給食法施行規則等の一部を改正する省令』で、米飯給食が制度上位置づけられた。但し全国的に広まったのは1980年代であり、現在では、条例で定める地方自治体も現れるなど学校給食の主流である。食育とあいまってご飯を中心とした日本型食生活の促進が期待されるようになっている。国会でも、まだまだご飯食を増やしたいと意向が示された。当初は月に数回程度であったが、2008年には週に3回程度ご飯が出るようになっており、さらに週4回まで増やすことが検討されている。
ソフトスパゲッティ式めん（ソフトめん）
パンだけでは余剰小麦を消費しきれず1965年頃から登場、 硬質小麦に食塩と脱脂粉乳を用い「余剰農産物処理プロジェクトの結晶」として考案された。ポリエチレン袋に入っている柔らかい麺をカレー、ミートソース等に入れ食べる。袋から有害物質が溶け出すおそれがあり、変な匂いがするとの苦情もあったことから、埼玉県では母親たちの理論武装した反対があり、八王子市の栄養士と地域の消費者グループによる追放運動を受けた。東京都では2015年に学校給食会において「規格外」とされ、定番メニューからは既に外れている。
麺類
ソフトめんとは別に、うどん、焼きそばなど一般的な麺類が提供されている。なお、調理から給食時間までの時間や、こぼれた時の安全性を考慮し、汁物の麺類ではなく、片栗粉を入れて半ジェル状になったものに麺を入れたものが多い。
魚類
サワラやサケなどが焼き物にされる。白身魚の中では安価なメルルーサも焼き物やフライ などにされる。
鯨の竜田揚げ
1970年代までクジラ料理は給食をはじめ日本人にとって重要なたんぱく質源であった。捕鯨規制の結果、給食からはほぼ姿を消したが、調査捕鯨により極僅かだが流通しているため、年に1回から2回程度出ることがある。
脱脂粉乳
深刻な栄養失調の解消を目的に導入された。当初の給食は脱脂粉乳とパンという質素なもので、団塊の世代など当時を知る者の間では脱脂粉乳のまずさが、しばしば話題になる。お湯で溶かし食缶に入れて配膳されていた。時間の経過とともに表面に膜が張り、とても飲める代物ではなくなるため、最初に一気に飲むのが定石であった。1957年度より、国策として国産牛乳が利用される事となったが十分な供給・流通体制が整う1960年代半ば頃までは学校給食の定番で、遅いところでは1970年代前半まで給食で出されていた。
牛乳

容器は当初、瓶入りであったが、1970年代から徐々に紙パックか牛乳瓶が主流になった。紙パックはいくつか種類がある。
牛乳にはミルメークと呼ばれる粉末または液体の調味品が付くことがある。
主食が米飯の日でも牛乳が出されるというのは、食べにくいという面で否定的な意見も多い。京都市ではおかずが汁物（味噌汁、粕汁）である日には牛乳が付かないことになっていた。米飯給食開始後はそういう献立の日が充てられた。また、ミルメークを使わず週に数回コーヒー牛乳そのものを出す学校もある。
新潟県三条市では「米飯との相性が良くなく、和食の文化を壊す」という理由で試験的に2014年12月から2015年3月末まで牛乳を廃止することを決めた。
牛乳では2004年度の給食消費量は385,543キロリットル（前年度比-2.7%）となっており、これは加工用乳含めた全牛乳生産量の9.8%であるが、この学校給食消費量の微減傾向は2005年に前後する牛乳供給過剰問題の一因にも挙げられている（畜産情報ネットワーク推進協議会調べ）。
福岡県北九州市はプラスチックゴミ削減を目的に、市立学校給食の牛乳用のプラスチック製ストローの使用を2022年度から廃止すると発表した。市によると、学校給食でプラスチックストローの使用廃止を打ち出すのは、政令指定都市では初めて。
お茶
茶どころでは牛乳に加えてお茶も付く（ただ、飲み物が牛乳と重複し、コップを持参しなければならないため、実際に飲んでいるのは牛乳嫌いの児童・生徒などに限られている場合もある）。食の見直しの観点から、ご飯中心の和食のメニューの際には、牛乳の代わりに茶を出す学校もある。
ジュース
ウンシュウミカンやリンゴが多く穫れる地域ではジュースが出されることがある。他の地域でも乳酸菌飲料、コーヒー牛乳等が出される所もある。これらは普段からではなく、年に数回程度特別に出される場合が多い。また、佐賀県では休み時間にみかんジュースが配られている。
菓子類
献立の中で行事食を表す意味で取り入れられることがあり、卒業式や終業式、クリスマスなどにケーキが出されることがある。また、5月には柏餅、2月には節分の豆、3月にはひなあられなどが献立に取り入れられることがある。
給食に、国産食材を使った和食を増やすことを求めて活動している団体（和食給食応援団）もある。

## 食器
給食一般における食器については「給食#食器の選定」を参照。

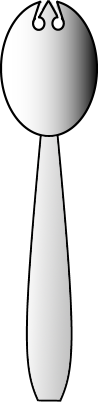
先割れスプーン

学校給食以外ではあまり見かけない食器として先割れスプーンがある。スプーンの先端がフォークのように割れたこの食器は、スプーンとフォークの役割をこなせて、しかも両方準備する手間がはぶけるとして学校給食の現場に普及した。しかし、1980年代頃に「スープがこぼれるので食器に顔を持っていく犬食い（犬や猫などのペットや、家畜が、餌の入った容器に頭を突っ込んで食べるさまに酷似していて、無作法である）になる」「箸が使えなくなる」「食べづらい」といった批判がなされ、徐々に姿を消した。今日学校給食では箸やスプーン、フォークが提供されている学校が多く、箸の訓練になるようにと、通称児童箸と呼ばれる、先端部に刻み目をいれることで食品を掴みやすく工夫された箸を使用する地域もある。
合成樹脂製食器は一時、食器点数の軽減による管理の簡便化を目的として、ランチプレートと呼ばれる全ての料理を一枚のプレートにある各々の窪みによそう（現在でもお子様ランチにみられる。また軍隊などにおける通常の食事もこれと同様である）様式が用いられた。しかし日本では椀等の食器を持って食べるという文化があり、また、前出の犬食い問題もあって中止された。
また、食器に素材については学校給食草創期からアルマイト製が主流であったが、1970年代後半には軽量で扱いやすいポリプロピレン製の導入も始まった。しかし、1976年に東京都でポリプロピレン食器から添加剤のジブチルヒドロキシトルエンが微量ではあるものの溶出されることが明らかにされると、東京都練馬区などで使用を中止する事例も見られた。その後、メラミン製やポリカーボネート製の食器の導入も見られたが、こちらも2000年代に樹脂の添加剤であるビスフェノールAが検出される例があり物議を醸したことがあった。
なお、山形県の山形市、長井市、天童市では米飯給食の日に児童生徒がご飯用の空の弁当箱を持参する「から弁」と呼ばれたシステムがあった。これはもともとセンター方式の給食施設を整備した後、米飯給食が導入されたときに施設が米飯給食を前提にしていなかったため、児童生徒数千人分のご飯用食器を保管するスペースがなかったために始まった（天童市では昭和50年代後半に「から弁」の制度が始まった）。しかし、保護者から廃止を求める声が強くなり、山形市や長井市で廃止された後、山形県内で唯一残っていた天童市でも2022年7月に廃止された。

## 供食形態
学校給食ではランチルーム方式やバイキング方式も多くなってきている。
教室方式
料理が入れられた食缶を教室に運搬して教室で配膳し給食をとるもの。
ランチルーム方式
給食用の専用の部屋あるいは空いている教室を「ランチルーム」とし、その部屋を学校の全児童・全生徒であるいは一部生徒が交代制で利用して給食をとるもの。
バイキング方式（リザーブ給食）
あらかじめ数種類の食品を示された中から選ぶことができるもの。主食や副菜、飲み物、デザートを選べることが多い。

## 実施方法

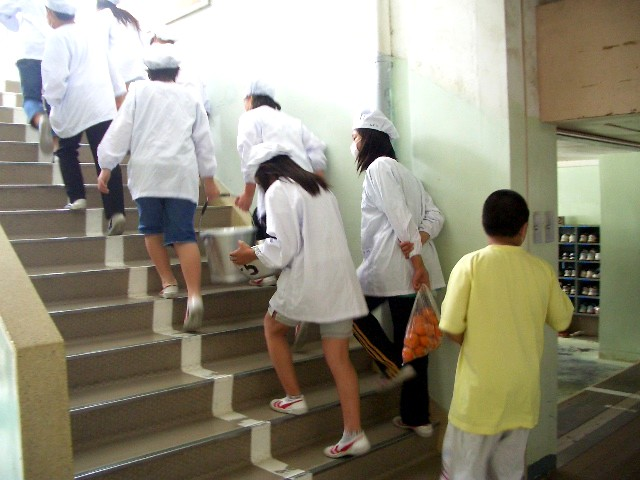
給食当番

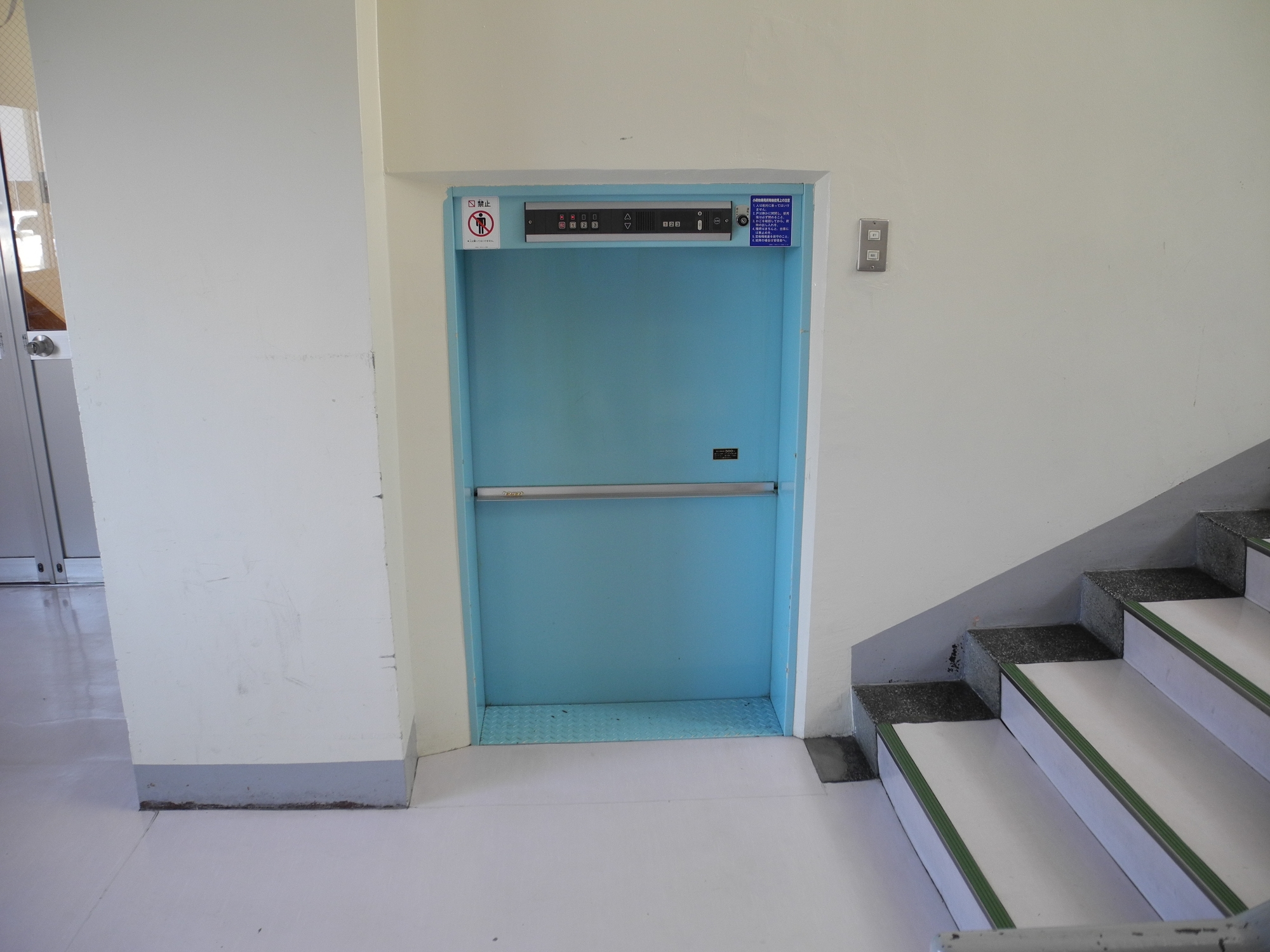
給食用エレベーター（Dumbwaiter）

一般的な学校給食は、朝からの4時間授業の後、正午過ぎ〜午後1時の間に配膳され食し後片付けを済ませる。ただし、定時制学校では時間帯や量が異なる。
配膳は児童生徒による交代制により行われ、これを給食当番という。給食当番の主な仕事として、以下が挙げられる。なお、給食の調理及び食器類の洗浄は調理場にて一括して行われ、給食当番は一切関与しない。
- 給食室（センター方式の場合は配膳室）から給食を運ぶ
- クラスの生徒（担任含む）へ配膳する（ウェットティッシュが配られる場合もある。各自や班の代表がやる場合もある）
- 食べ始め・食べ終わりの号令（日直や学級委員等が行う場合もある）
- 食べ終わった食器類を給食室（センター方式の場合は配膳室）に返す

当番の期間は学校や学級担任の考え方によって様々であるが、多くは一週間程度で、当番は数人で構成している（あらかじめ決められた班によるローテーション制が多い）。エプロン（白の他、色々な色のものがある）、三角巾（または帽子）、マスクなどを着用し、マスク（場合によっては三角巾なども）を除いた着用具は洗濯をした後、次の当番へ渡す。なお、当番に教師は含まれない。マスクや洗濯のために持ち帰った着用具は忘れ物となりやすいため、「着用具類の忘れ物が一定以上あると、罰則としてもう一週間当番をしなければならない」など忘れ物防止のために学級によって様々なルールが作られている。
白衣・帽子・マスクは給食当番の人のみ着用し配膳の仕事が終わるとそれらを脱ぎ給食を食べるのが一般的だが、学校のきまりやクラス担任の指導方針の違いにより以下のようなパターンがある。
- 当番の人だけ白衣マスク帽子を着用、配膳後当番はマスクのみ外し白衣を着たまま食べる
- 当番以外の人はマスクのみ着用、「いただきます」まで自分の席で静かに待つ
- 当番も当番以外の人も全員給食の時間になると着替える

給食時間は、学校により異なるが放送が行われることが多い。校内の放送室を利用したもので、全校に向け放送される。今日の給食の紹介、及び児童生徒による音楽を流したり話をすることからなる。各教室のテレビを利用してビデオプログラムを上映することもある。ただ一部の生徒からは「放送中喋ることができない」というルールにより快く思われていない面もある。

## 給食における指導
学校給食法第2条に定める学校給食の目標に従い、学校給食を通した食育（食事を通した食に関する教育）が行われている。様々な食材をバランスよく摂取する指導、地元の素材や食器を使い、正しい食事作法を身につける指導などが実践されている。
かつての管理教育全盛時代には、「栄養欠乏の改善」、「偏食や野菜嫌いなどを矯正する」「食べ残しをしない生活習慣を身につける」「集団におけるマナー」などの観点から、残食を禁止する教師が多かった。地域によっては給食を食べ残すことは教師が禁止し、放課後まで残されて完食を強要したり、「三角食べ」と称する食べ方を強制されたりする場合もあった（管理教育#管理教育の地域性を参照）
しかし、食物アレルギーに対する配慮などから、残食を禁止する風潮は減りつつある。特に症状の重い（そばアレルギーによるアナフィラキシーなど致命的な拒否反応が出る）児童・生徒は、学校側との交渉の上、給食をとらずに弁当を持参することが認められるケースもある。また、食べる前に食べられる量まで減らすように指導する教員も増えている。一方で、こうした「完食指導」は2020年代になっても続いており、給食を口に押し込むケースさえあり、子供の自己肯定感を損なうなど大人になってからも弊害が続く懸念があると指摘されている。

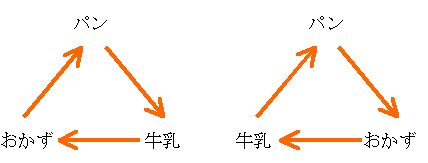
三角食べの例（管理教育に利用された）

また、「三角食べ」は栄養不足時代の指導だとする指摘がある。

## 給食の行事
校長、教頭、副校長らと一緒に食べる
校長や教頭などの管理職教諭が児童生徒の状況を観察する為、及び一緒に食事をすることで児童生徒とのコミュニケーションを図る為に実施される。児童生徒にとっては、この行事を大いに受け入れる者、嫌がる者と千差万別である。
学級担任、副担任と一緒に食べる
行事とは異なるが、班に分かれて給食を食べる場合、教師がどこかの班に混ざって給食を食べることは多い。勿論これも児童生徒とのコミュニケーション等を図る上で有益と思われるが、上の校長ら同様千差万別の評価が得られる。
保護者の給食
保護者が児童生徒と一緒に給食を食べる、あるいは保護者のみで別の教室で食べる。特に前者の場合は生徒の状況観察やコミュニケーションを図るねらいもあるが、給食を実際に食べて、味などの学校給食の実体を把握することが大きな目的である。普通、給食費とは別に料金（実費負担分）が掛かる。
学年、学級を超えた給食
他の学年の生徒と一緒に食べる。縦割り班ごとに食べたり、個人が他のクラスに混ざって食べたりすることがある。
また非常に稀であるが皇族や政治家や著名人が現場視察（訪問）の一環として生徒と給食を共にすることもある。

## 関連した社会現象

### BSE発生による牛肉不使用運動
給食センターなどの集中調理法式に関連して、2000年代初頭から半ばにかけて社会問題となったBSE問題により、保護者側の根強い牛肉使用に対する抗議活動もあり、一つの学校が牛肉を使用した給食供給を中止したため、その学校の給食供給を受託した業者の請けおう地域全体で牛肉を使った料理を給食に出せないなどの事態を招いた。このため業者側では牛肉料理を他の肉で代用したアイデアメニューを採用するといった対応を行った。この問題は、第三セクター経営や公営の給食センターにおいても発生した。2003年には（豚肉よりも安価になった輸入牛肉を含む）牛肉が56%の学校給食で用いられていないとする報告が農林水産省より提出された。

### O157食中毒への対応
1996年7月、大阪府堺市で、学校給食を食べた児童ら9,523人がO157集団食中毒を起こし3人が死亡する、堺市学童集団下痢症が発生した。これを受け1997年3月には、文部省、厚生省から新たに大量調理施設衛生管理マニュアルが示された。設備が不十分でこのマニュアルに対応できない学校給食施設では、生の野菜や果物を献立に使用することができなくなった。その後、多くの学校の学校給食では、例えばトンカツのつけあわせに茹でたキャベツを使うなど、生野菜等を使わない献立になっている。安全な地場産の野菜を使うなどの工夫から生野菜を復活させている地方もある。また従来より大目に見られていたゼリーやプリン等の持ち帰りも、原則として禁止している場合がある。児童・生徒側の防止策として学校によっては食べる前に手を消毒液に浸けて殺菌させているケースもある。

### 朝食抜き児童と給食
朝食を食べない児童生徒は、午前中に栄養不足となるため学業の能率が落ちる。このため、朝食抜きの児童生徒と給食の関係も問題となっている。諸事情により朝食を摂らずに登校し、給食まで何も食べない児童生徒も存在し、学校側は対応を迫られている。
たとえばヤマギシズムの村では、基本的信条により食事は一日二食であり、朝食は食べない。この村の学齢児童が地元学校に通っているが、彼らが朝食を摂らないことにより学業に支障が出ている。ヤマギシズムの本拠地は三重県であるが、現地の学校側では午前中に砂糖水を支給するなど、応急的な対応を行っている。

### 異物混入への不適切対応
2013年9月2日に岐阜県可児市立蘇南中学校で、同年9月9日に同市立東明小学校で、それぞれ給食で出されたパンにハエが付着していたにもかかわらず、両校は「付着していた部分を切り取り、そのまま食べる」よう指導していたことが、同月28日に一部メディアの報道により判明。同市教育委員会が「健康に影響がないと判断した場合は食べる」との手引書を示していたことも明らかとなっており、同市教委は「配慮不足だった」として手引書の改定を検討している。

## 問題点
学校給食はメリットもあるが、集団活動の一環でもあり、問題も多く発生している。ここではまず列挙程度で述べられるいくつかのトピックを示し、個別に掲げるべき問題、すなわち宗教的配慮、アレルギー対策、給食費問題、廃止論は別途節を切って論ずる。社会現象の節で取り上げた事柄も一部は問題としての側面もあるので、併せて参照されたい。
- かつて（1980年代まで）の学校給食の問題点は、教育の一環として、教師が生徒を放課後まで居残らせ、残さず食べることを強要することなどが挙げられるが（管理教育も参照）、1990年代以降は新学力観をはじめとする個性重視への教育方針の転換もあり、現在ではそういうことは減ってきている。現代では、自分が好きなおかずやデザートが出ると他人の分の給食を取り上げたり、自分の嫌いなものを無理矢理他人に食べさせることなどが問題となる。特に肉やデザートは人気があるために他人の分を勝手に取り上げることが起こりやすく、果物や野菜などは嫌う児童も多いため無理矢理他人に食べさせることが起こりやすい。いわゆる給食でのいじめは、現在の学校給食の問題点の一つである。2010年代に入ると、行き過ぎたゆとり教育への反動といった社会的な背景もあり、かつてのような「管理的給食」が復活している。しかし、かつてのように教師が完食を強要するのではなく、教師が選任した給食係が半ば暴力的な手段を使い完食を強要しているケースが新聞等で報道されている。具体的には、給食係が完食できない子供に対し「死んでも食べろ」と発言したりしているとされている。
- 前述の通り、学校給食の主食は価格や供給の安定性からパン食で始まった。これが戦後の日本人にパン食が急激に普及する原動力となったが、その反面、今日まで続く消費者の米食離れの元凶の一つとして、学校給食がパン中心であることとの関連性を指摘する意見がある。米飯給食に切り替わりつつあるのは日本型食生活に対する食育というのが表向きの理由であるが、同時に上記の反省という側面も存在している。
- 生徒（児童）の中には、クラスの人間同士顔を合わせて食事をすることができない（困難な）者も存在することがある（会食不全症候群）為に、別室（保健室等）に移動させて食べさせる等の配慮をしている学校もある。

### 宗教的配慮
学校給食では、ある特定宗教の教徒には戒律で食べられないものが出ることがある（食のタブー、特にイスラム教におけるハラールを参照）。
1999年4月、三重県津市の白塚小学校のイスラム教徒であるバングラデシュ人児童のために提供していた代替食の提供を突然止めた問題があった。イスラム教徒は宗教上の理由で豚肉や豚由来の食品を食べることができない（不浄として禁じている）ため、白塚小学校では献立に豚肉が含まれる場合に鶏肉などを使った別メニューを提供していた。しかし、津市の教育委員会が「文部省（当時）の基準をもとにした市の衛生管理基準に反している」という理由でこの代替食の提供の打ち切りを小学校に指導し、小学校側は代替食の提供を止めた。この事が異文化や宗教の無理解、外国人差別、国際感覚の欠如として問題となった。文部省（現・文部科学省）学校健康教育課は、アレルギーなどの理由である食品が食べられない児童らに代替食を提供するなどの対応を認めた手引きを出しており、津市のいう「特別食」はダメとはしていない。逆に「宗教的理由でも弾力的な配慮があってもいい」としている。『中日新聞』2000年1月29日付によると、上記「特別食」は1999年9月中に再開された。
2011年9月、文京区教育委員会が同区立中学校に通うインドネシア人生徒のために豚肉を除去した代替食を提供することを拒否している。文京区教育委員会によると「アレルギーの場合は生命の危険性があるために代替食を提供するが、宗教的なことに関しては個人的な理由として提供できない」と説明している。
また、保守派などの一部ではハラールはワガママに過ぎず「郷に入れば郷に従え」に反するという意見もある他、ハラール食は手間がかかるので通常の給食費よりも割高増額で対応する所もある。

### アレルギー対策
2003年時点で生徒の約1.3%（80人に1人）が何らかのアレルギーを申告しているが、自治体、学校側の対策は不十分な状態となっている。
対策としては
- 献立を通知し、アレルギー原因食品が給食に含まれる日は保護者に弁当を用意してもらう
- アレルギー持ちの生徒のために別途給食を用意する
- 最初からアレルギー原因食品を使わない給食を用意する

などがあるが、経費が掛かりすぎるためアレルギーに対応できない学校も多いという。また、アレルギー対策が不充分であったために、
2012年12月20日に調布市立富士見台小学校にてチーズ入りチヂミを誤食した女児がアレルギー発作で死亡事故が生起した。
アレルギー対策を踏まえた食材調達を望む声があるが、食材は都道府県で設立されている学校給食会が窓口となって調達しているため、個別の配慮や要望が届かない場合がある。福岡県福岡市では、2020年度より主食に関して学校給食会を通さない調達を始めた。

### 給食費の問題
日本国憲法第26条第2項後段は、義務教育を無償とすることを規定している。しかし、この無償となる費用に、給食費などの授業料以外の費用は含まれないとする判例がある。学校給食法第11条は、学校給食の経費（以下、給食費）について、学校設置者と児童・生徒の保護者が負担することと規定している。
給食費の滞納
昨今、支払う余裕があると判断されたにもかかわらず、意識的に給食費を支払わない保護者が問題視されている。給食費を支払わない保護者の言い分としては、「給食の契約を結んでいない」「義務教育だから払う必要が無い」「支払う余裕がない」、中には「催促に来るのは、まるで借金取りみたいだ」「（払っていないからといって）給食の提供を停止できるのなら、停止してみせるべきだ」という意見も報道されている。また、生活保護を受けている世帯では滞納せざるを得ないケースが多いという（生活保護費や就学援助費に含める形で給食費用が上乗せして支給される制度があるが、周知されていないと指摘する声がある）。再三の支払い催促も無視する者がおり、給食費を回収に来た職員を保護者が殴った例（暴行罪や公務執行妨害罪に問われる）もある。ただし、実態としては滞納者は約1%、滞納額は約0.5%であり（この中には経済的な理由も含まれる）、さほど重大な問題ではないという指摘、問題の規模の小ささに比べマスメディアの取り上げ方が大袈裟であるという意見、未納問題は昨今始まったことではないのでこれを「昨今の親のモラル低下」を原因とするのは的外れという指摘もある。
2007年1月24日、文部科学省は初の全国調査結果を公表し、2005年度の小中学校の滞納総額が、本来払うべき額全体の0.5%である22億円を超えた事を明らかにした。滞納者数は10万人近くで、約100人に1人が滞納していた計算となる。滞納率は県別では、沖縄県が3.8%、北海道1.4%、宮城県1.1%の順に高く、最も低かったのは、富山県と京都府の0.1%だった。その理由として、滞納があった学校の6割が、保護者の「モラルの低下」を原因として挙げている。また、保護者の「経済的問題」を理由に挙げたのは3割であった。滞納者を多数抱える自治体は対応に苦慮しており、自治体や学校での未納防止策としては、給食費を他の副教材費等と一緒にし「集金」として徴収する、前払い式食券方式にするなどが行われている。一部の学校では児童の保護者に、給食費を払わないと給食を食べさせないので弁当を持たす旨の誓約書を書かせたことで話題になった（その後、誓約書は廃止）。
埼玉県北本市の市立中学校4校では、2015年7月から給食費未納により食材購入に影響を及ぼす問題に直面したため、3カ月給食費の未納が続いた場合には給食を提供しないことを決め、各家庭に通知したところ該当する保護者は43人から3人に激減した。また、東京都練馬区では、2014年度から滞納者への働きかけ及び徴収を弁護士に委託する制度を導入しており、約260万円に及ぶ未納費が約120万円になる効果があった。

#### 給食費の無償化
給食費の無償化とは、学校給食にかかる費用を自治体や国の公費を用いて賄う制度のことで、すべての児童が栄養バランスの取れた給食を食べることができ、経済的な困難から子どもの健康や学習機会が損なわれないようにすることを目的としている。
無償化を行うと、学校に通う児童の保護者の経済的負担の軽減や給食費納入にかかる手間の解消などがあり、自治体側は子育て支援制度の充実によって少子高齢化対策や定住者、移住者の促進を期待できる。実際の例として埼玉県滑川町は人口増加を続けている自治体であり、2015年（平成23年）に給食費無償化と18歳以下の医療費を無償化した結果、国勢調査による0歳から19歳までの人口は平成22年の時点で3,341人だったのに対し、平成27年の統計では3,673人、令和2年には4,065人と増加している。
しかし、全国的にみると給食を無償化している自治体の数は極めて少ない状況である。文部科学省が全国1,740自治体を対象に、2017年度（平成29年度）の公立小・中学校の給食費無償化の実施状況を調査した結果、小学校・中学校とも無償化を実施・小学校のみ無償化を実施・中学校のみ無償化を実施している自治体の割合の合計が4.7％（82自治体）であり。一部無償化や一部保障している自治体と合わせても全体の29.1％（516自治体）であるが、給食費の無償化等を実施していない自治体は全体の70.9％(1,234自治体）にあたる事が分かった。
2024年（令和6年）6月12日の文部科学省の発表によれば、文科省の全国の自治体1741の給食費無償化の状況を調査したところ、2023年（令和5年）9月1日時点、無償化を実施しているのは722自治体、実施していないのは1019自治体で、実施している722自治体のうち小中学校全員が対象である自治体は547、中学校のみ全員が対象である自治体は18、小学校のみ全員が対象である自治体は9、多子世帯に限定するなど支援要件がある自治体が148であった。
日本で学校給食費の無償化の問題点として、すべての自治体で学校給食費の無償化を行う場合、巨額の公費負担が必要であることがあげられる。例えば、全国の公立小・中学校で給食費の無償化を行った場合1か月約444億7000万、年間で約5336億4000万円の公費負担が必要であるという試算がある。この数字は全国のすべての自治体の負担額を合わせた試算であり自治体によって負担額は違うが、予算面の問題で給食費の無償化ができない自治体が出てくるだろう。また、物価高騰によって給食費が値上げされれば、給食費無償化のための予算を継続して確保することが難しくなる問題がある。給食制度を維持するために給食費の値上げを検討する自治体もあり、佐賀県佐賀市や北海道旭川市が検討を進めている。
一方で、大阪市は児童生徒の学校給食費について、2020年度（令和2年度）から2022年度（令和4年度）までは新型コロナウイルス感染症拡大による厳しい社会情勢を踏まえ臨時的な措置として無償としていたが2023年度（令和5年度）からは臨時的な措置ではなく学校給食費の無償化を本格実施している。また、奈良県大和郡山市は令和６年度から県内初となる恒久的な給食費無償化を行う予定であり、現在の時点では児童の数が少ない自治体や財源に余裕のある自治体のみが無償化を行っているが、今後は増える見込みもある。
世界にも実際に学校での昼食費を無償化している国や地域がある。
そのうちの一つであるフィンランドは1948年と、かなり早い段階から正式に給食費の無償化を始めて「良い学校給食は未来への投資」のコンセプトをもとに、今では国全土の小・中学校、高校で実施されている。給食方式はビュッフェ方式である。
アメリカ合衆国カリフォルニア州は2022-23年度から公立の小・中学校、高校を対象に朝・昼食の無料提供を開始した。その対象者は約600万でありその規模の大きさがわかる。こちらもビュッフェ形式である。
少子化対策
少子化対策の一環として、日本政府は2007年度より幼稚園の給食費（年間平均、約6万円（文部科学省調べ））を消費税の課税対象から外すとしている。
山口県玖珂郡和木町では幼稚園・小学校・中学校の、北海道三笠市では2006年度より少子化対策の一環として小学校の給食費を無料としている。

### 自宅からの調味料の持参
2023年（令和5年）9月に兵庫県川西市が、市立中学の学校給食に使うふりかけの持参を認めた。それに対し、給食の提供にかかわった黒田美智市議が猛反対し、ウェブメディアも報じたことで、翌年3月に是非をめぐる論争がわき起こり、市の給食を批判する意見も見られた。元々は米飯の残滓の多さが問題となっていたため導入されたものだが、黒田は「川西市は中学校の完全給食、全員喫食を実施しました。(中略)百歩譲って本当にふりかけが必要であれば、それは家から持ってくるのではなく、給食として出すべきでしょう」と指摘している。一方で市が2023年（令和5年）末に実施したアンケートでは、ふりかけを「ほぼ毎日持ってきている」は7.2％にとどまり、「持ってきたことはない」は76.6％だった。そして、ふりかけ持参が許可される前、2023年度の2学期の残食率は18.8％だったのに対して、2024年度の2学期は23.1％と、逆に増えてしまった。

### ヴィーガン食
2021年（令和3年）6月18日、八王子市立浅川小学校では「動物性食品を一切使用しない」給食メニューが提供された。校長の清水弘美は「子どもたちに多様な価値観を知ってほしい思いがありました」とその狙いを語っていた。同校では以前から食物アレルギーを持つ児童も同じ給食が食べられるようにと毎月、「エブリワン給食」という乳製品・卵不使用の献立を提供してきたが、このヴィーガン給食はそれを発展させたもの。

### 給食残滓問題
給食の過程で出る食べ残しや調理くずを給食残滓（ざんし）あるいは給食残渣（ざんさ）という。
中学校において、3人に1人が美味しくないと思っている、というアンケート結果もあり、食べ残しによる残飯が問題になっている（アンケートは東京都小平市内8校を対象）。
2013年度の環境省の調査では小中学校の給食における食品ロスは6.9%で、欠席者を考慮しない重量によれば1人あたり1年間で7.1kgにあたる。
千葉県松戸市では小中学校7校で学校給食で出る食べ残しや調理くずなどを養豚の飼料にリサイクルする事業を実施している。
岐阜県恵那市は学校給食残滓の「3R促進モデル事業」（環境省）の自治体に選定され、恵那市立長島小学校では給食の残りを肥料に大豆を育てようという試みが実践されている。
なお、堺市立堺高等学校定時制では、担当教諭が勿体無い、廃棄の手間がかかるなどで、4年間で牛乳4200本、パン1000個余り（31万円相当）を持ち帰っていて減給処分後、依願退職した。玉川徹と尾木直樹は「処分は仕方なく、勿体無いは理解出来るが、民間企業なら横領」と指摘する一方で、田村淳は「食品ロス」が問題視されていて勿体無い。転売したわけではないし、それで体調不調起こしたは自己責任」と賛否両論起きている。
福岡市では残滓を減らす試みとしてパンの持ち帰りを実施しているが、これも夏場は食中毒につながるなどの問題があるとか食べかけを持ち帰るは不衛生などの賛否両論が起きている。

### 外部委託による問題
兵庫県神戸市では2014年11月より市内の仕立弁当業者と契約を結び中学校で提供を開始したが、2015年10月に髪の毛やビニール片、虫などの異物が混入しているケースが86件も発生し、事態を重く見た神戸市はこの業者との契約を解除した。なお、この業者は給食提供による設備投資を行っていたが、契約解除のため償還ができなくなったこともあり同年12月29日に民事再生法を申請している。
給食導入が遅れていた大阪市の中学校では2014年よりデリバリー方式による給食の提供を開始したが、残食率が重量比で30%、金額比で25%に達しており、年間5億円もの廃棄費用が発生している。2015年9月に小学校の給食施設で調理した給食を中学校へ提供する「親子方式」を試験的に行ったところ残食率が5%まで改善されたことから、親子方式（小中一貫校では自校方式）へ順次切り替えている。
神奈川県大磯町では町内の中学校を対象に2016年1月よりエンゼルフーズによる仕出し弁当方式の給食を開始したが、2017年9月時点で食べ残し率が26%と全国平均の6.9%を大幅に上回っている。さらに84件もの異物混入が発覚し、全国のマスメディアや町議会を巻き込んだ騒動にまで発展している。その後、2017年10月に供給停止し、再審議の結果、自校方式による提供で再開するとしている。

### 給食廃止論
行政改革の観点から給食にかかる行政コストが問題になったり、保守派の観点からは「親が愛情を込めてつくった弁当を食べることで親子の会話ときずなも生まれる」として、学校給食廃止が議論になっていた地域も多かった。しかし、食育意識の高まりや格差是正の観点、栄養の偏りの是正、共働きの増加など要因から給食維持の声も強まっている。
1992年（平成4年）5月には埼玉県庄和町（現・春日部市）の神谷尚町長（当時）が、「1993年（平成5年）度に学校給食を廃止する」と言う方針を突如打ち出した。「戦後の給食の役割は終わった」として、「これまで給食に費やしていたお金を教育投資に回すべきだ」と神谷は主張したが、その性急さが保護者らや町議会の反対にあい、更に神谷の在任死去に伴い、同年11月に町教委は給食廃止案を撤回、「存続」と言う結論となって立ち消えになった。当時、新聞各紙やNHKなどで全国的に報道された。

また、中学校を中心に全員に給食が提供されていない地域も少なくなく、給食の提供を求めて、署名運動が行われた地域もある。

## 事件・事故
学校給食から死亡に繋がる事故も発生している。

### アレルギーによる事故
1988年、札幌市で、 そばアレルギーで気管支喘息の男児がそばを食べたのをきっかけに死亡している。詳細としては、給食に出たそばの1/3を食べた男児が口の周りが赤くなっているのを担任に申し出て、担任が母親に電話し「帰してほしい」と言われ男児を1人で帰宅させたところ、男児は帰り道の途中で倒れて吐き気管につまり死亡した。

### 喉をつまらせる窒息事故
低学年における事故では、歯が生え変わる時期もあり飲み込んでしまうリスクが高く、飲み込む力も弱いと指摘されている。また、高学年や中学生でも死亡事故が発生している。
- 2002年1月15日、愛知県の中学校で、パンの早食い競争をして喉に詰まらせ、同年4月24日に死亡した[108]。テレビ番組の影響とされ、同年『フードバトルクラブ』や『TVチャンピオン』の「全国大食い選手権」「全国早食い選手権」は打ち切られた[109]。

- 2008年10月17日、千葉県船橋市の峰台小学校で、小学6年生の男子児童が直径およそ10cmのパンを早食いし喉に詰まらせ窒息死した。

- 2010年、栃木県真岡市で、当時小学校1年生の男子児童が、白玉汁の白玉(冷凍白玉)を喉に詰まらせ意識不明の重体となり、2013年1月に亡くなった。この間の2012年に東京都あきる野市の認可保育所で1歳6か月児が白玉で死亡し、同じく2012年に栃木市の保育園で2歳の女児が白玉で死亡している[110][111][112]。

- 2013年6月27日、北海道札幌市の市立小学校で、特別支援学級の2年生が「プラムの種」を喉に詰まらせ窒息死した[110]。

- 2015年9月11日に、大阪市の市立の小学校で、1年生の女子児童が、「鶏肉と野菜のうま煮」に入っていた「ウズラの卵」を喉につまらせた。13日後の9月24日に死亡[110]。

- 2021年7月7日、新潟県佐渡市の小学校で、5年生が給食時に米粉パンを喉に詰まらせた。7月11日午前2時過ぎに死亡。食べた米粉パンについて、大きさ等は報道に差があるが、直径10~12cm・厚さ3~4cmの丸い楕円形。一口でパンを全部食べたという報道もあったが、学校教育課長はそれを否定。パンが残り半分になったのを食べきったところで喉を詰まらせている。コロナ禍で教室にいた生徒21名は全員同じ前を向いて静かに黙食しており、早食い競争などもなく、死亡した生徒がどのように食べていたかを一部始終見た生徒はいなかった[110][113][114]。

- 2024年2月26日、福岡県みやま市の桜舞館小学校で、1年生の男子児童が「みそおでん」に入っていた「うずらの卵」を喉につまらせて窒息死した[115][116]。

### その他
- 2022年度から2024年度にかけ、京都市立小学校の給食調理員2人が、給食の残りの食材を用いて教職員への賄い料理を作っていたことが明らかとなり、京都市教育委員会は2025年1月27日に、この2人の給食調理員を減給処分とした[117]。

## トピック
学校給食における献立の商品化・サービス化
学校給食にノスタルジーを感じる大人向けに、給食と同じような献立を提供するレストランも存在する。一部のホテルなどで、昔の学校給食を再現してメニューとして提供したところ、好評を博した。コンビニなどでも、商品化の動きがある。
学校給食に関するイベント
NPO法人「21世紀構想研究会」により、日本一の学校給食を競う全国学校給食甲子園が2006年より行われている。